# Gródek Ostroszycki
Gródek Ostroszycki (biał. Астрашыцкі Гарадок, Astraszycki Haradok; ros. Острошицкий Городок, Ostroszyckij Gorodok; hist. Gródek Tyszkiewiczów) – agromiasteczko na Białorusi, w rejonie mińskim obwodu mińskiego, około 20 km na północ od Mińska, nad rzeką Usiażą, dopływem Hajny. Siedziba sielsowietu Gródek Ostroszycki.

## Historia

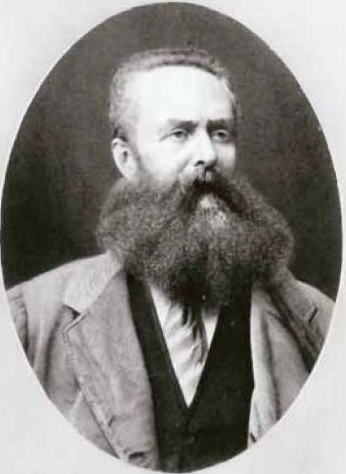
Michał Tyszkiewicz

Pierwsze pisane informacje pojawiły się w 1567 roku. W 1650 roku istniał tu obronny drewniany zamek z 4 wieżami, otoczony fosą. W pobliżu zamku stała cerkiew, młyn wodny, tartak, w miasteczku były 3 ulice i 51 domów. W spisie z 1745 roku już nie było mowy o zamku, natomiast istniał w miasteczku drewniany pałac i 30 domów.
Miasteczko było własnością rodziny Tyszkiewiczów (majątek Tyszkiewiczów obejmował 5 starostw i 125 wsi). Michał Tyszkiewicz wybudował tu w 1855 roku pałac. Jednak rzadko tu zaglądał, osiedliwszy się w 1862 roku w Rzymie. Po jego śmierci w 1897 roku wdowa po nim, Maria z Radziwiłłów zamieszkała w Gródku. Po jej śmierci majątek odziedziczył ich syn, mieszkający w Wielkopolsce Józef Tyszkiewicz, który podarował go swojej bratowej Klementynie z Potockich Tyszkiewiczowej, co spowodowało, że ostatecznie Gródek (jak i Birże) przeszedł w ręce Alfreda Tyszkiewicza, syna Klementyny i Jana Antoniego Tyszkiewicza. Był on ostatnim właścicielem Gródka.
W 1886 roku w miasteczku istniały 2 cerkwie (jedna z nich, św. Ducha, pounicka cerkiew przekształcona na prawosławną w ramach kasaty, wybudowana w 1773 roku), kaplica, szkoła, 11 kramów, 4 młyny i zajazd. Działała tu hamernia zajmująca się wyrobem blach miedzianych i urządzeń miedzianych, przede wszystkim na potrzeby pobliskich browarów. Była poruszana młynem wodnym. W 1917 roku istniały tu 324 domy.
W wyniku II rozbioru Polski Gródek znalazł się w 1793 roku w Imperium Rosyjskim. W 1800 roku miał status miasteczka.
W latach 1919–1920 miasteczko znalazło się pod polskim zwierzchnictwem, będąc siedzibą gminy Gródek Ostroszycki. Ostatecznie, po ustaleniu przebiegu granicy polsko-radzieckiej znalazło się na terytorium ZSRR. Od 1924 roku stało się siedzibą sielsowietu po zdegradowaniu do statusu wsi. W 2000 roku miejscowość uzyskała status agromiasteczka.

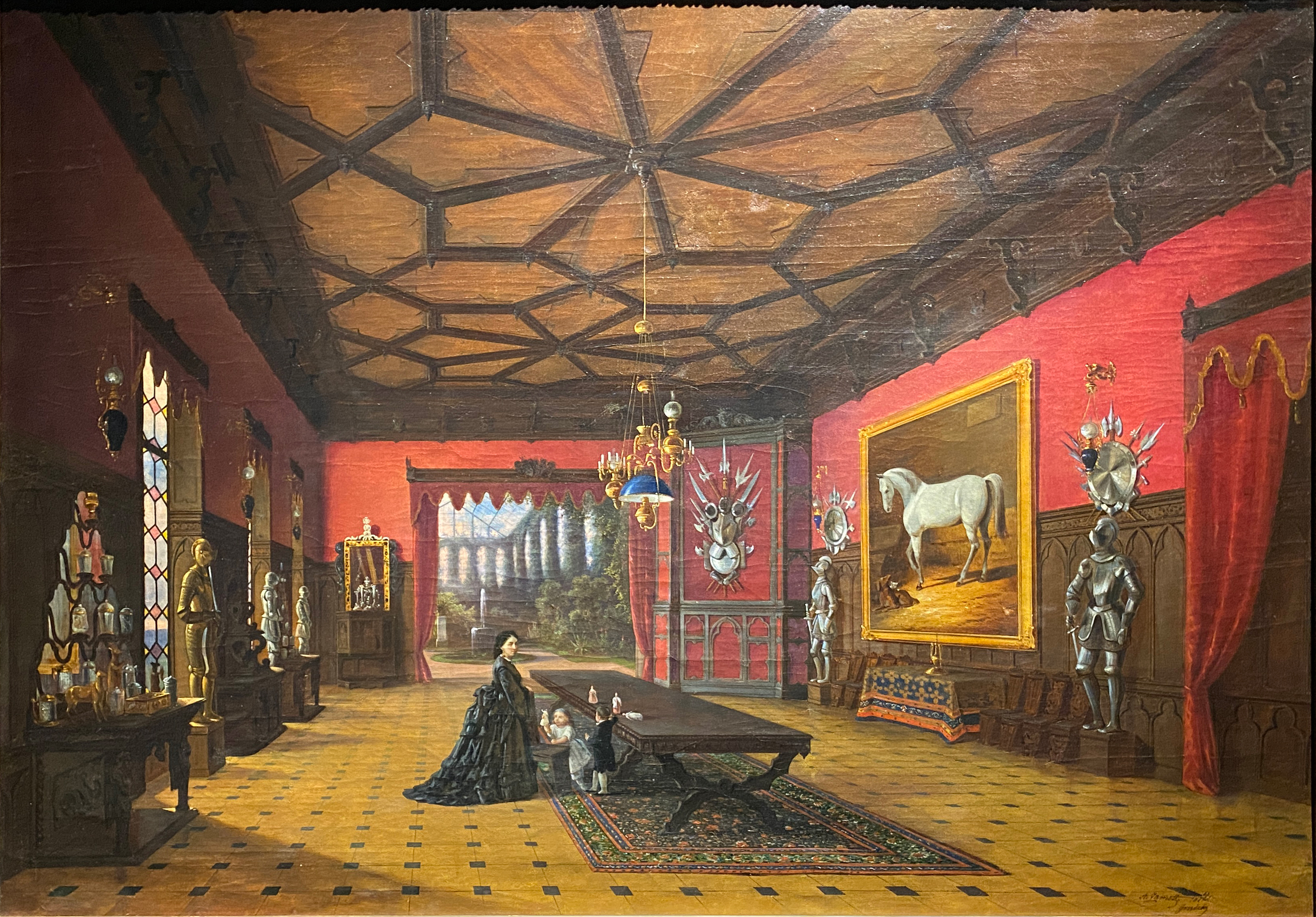
Wnętrza pałacu Tyszkiewiczów, 1872 rok, rekonstrukcja podawana w wątpliwość

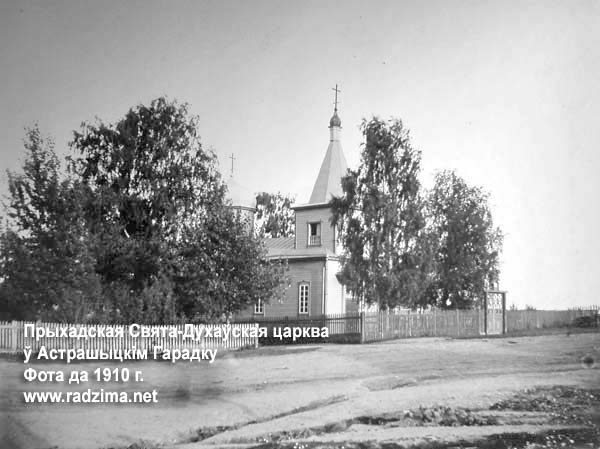
Cerkiew św. Ducha, zdjęcie z 1910 roku

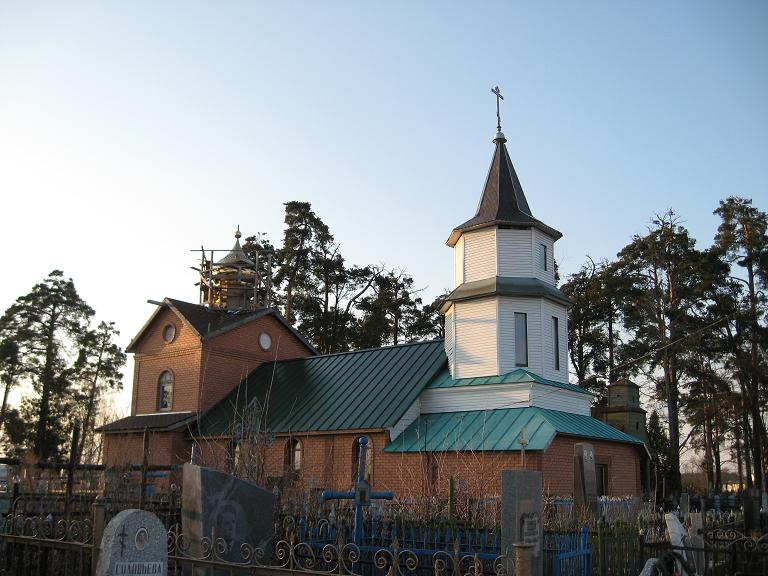
Cerkiew Przemienienia Pańskiego, z 1943 roku, przebudowana, stan z 2010 roku

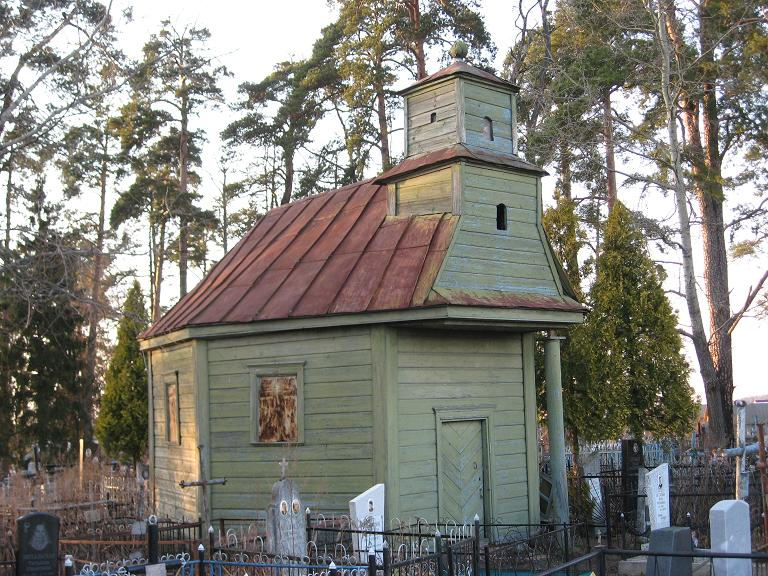
XIX-wieczna kaplica św. Anny, 2010 rok

Ustanowiona w 1863 roku szkoła istnieje do dziś. W XIX wieku była to szkoła przycerkiewna, w której uczyło się około dwadzieścioro dzieci, głównie dzieci żydowskie. Obecnie jest to szkoła średnia. W 2011 roku uczył się w niej przez pół roku Mikałaj Łukaszenka, syn prezydenta Białorusi. Alaksandr Łukaszenka odwiedził szkołę 1 września 2011 roku.
Podczas okupacji hitlerowskiej, w sierpniu 1941 roku Niemcy utworzyli getto dla żydowskich mieszkańców. Przebywało w nim około 600 osób. W październiku 1941 roku Niemcy zlikwidowali getto, a Żydów wywieziono do getta w Mińsku. 

## Dawne zabytki
- dworzyszcze otoczone głęboką fosą nad rzeką Usiążą[6]
- wielki, dwukondygnacyjny neogotycki pałac w Gródku został wybudowany przez Michała Tyszkiewicza w 1855 roku. Kilka lat po wybudowaniu, około 1860 r. pałac spłonął i został tylko częściowo zrekonstruowany (do 1876 r.). Akwarela Napoleona Ordy jest jedyną ilustracją pałacu. Przedstawia zarówno część spaloną, jak i nietkniętą przez pożar. Ocalała część składała się z dwupiętrowej części centralnej i skrzydeł, krytych dachem dwuspadowym szczytem do frontu, połączonych z nią parterowymi łącznikami. W budynku centralnym balkon oparty od frontu na trzech arkadach. Pałac w Gródku był znany w szerokiej okolicy z powodu ogromnej kolekcji dzieł sztuki i pamiątek narodowych zgromadzonych tam przez Michała Tyszkiewicza. Do najbardziej znanych należały: bogata kolekcja XVI- i XVII-wiecznej broni, która przepadła w czasie powstania styczniowego, duża kolekcja cennych obrazów, wśród nich m.in. przypisywane Holbeinowi, Rafaelowi i Boucherowi, wiele obrazów nowszych malarzy, bogaty zbiór akwarel, poza tym zbiory starych srebrnych pucharów polskich i niemieckich, kolekcja fajansów, wielki zbiór monet, odsprzedany później Emerykowi Hutten-Czapskiemu, wreszcie bogata biblioteka starodruków (zabrana później do Birż)[3]. W pałacu znajdowała się domowa kaplica[3][4][2]. Wokół pałacu znajdował się duży park, w stylu angielskim, a w nim ciekawy zwierzyniec, gdzie odbywały się pańskie polowania[2]. W czasie polskiej ofensywny w 1920 roku pałac i jego wyposażenie wciąż były nietknięte. Dalsze losy pałacu są nieznane[3]. Majątek w Gródku został opisany w pracy Antoniego Urbańskiego Podzwonne na zgliszczach Litwy i Rusi wydanej w 1928 roku. Jest również opisany w 1. tomie Dziejów rezydencji na dawnych kresach Rzeczypospolitej Romana Aftanazego[3].
- prawosławna drewniana kaplica św. Anny (XIX wiek),
- prawosławna cerkiew przycmentarna pw. Przemienienia Pańskiego (zbudowana w 1943 r.),
- cmentarz żydowski.